# Prince of the South...The Hits
Prince of the South...The Hits è un album di remix di Mystikal, ultimo album uscito sotto la label Zomba Recordings e primo uscito in remix senza brani espliciti.
Il disco contiene 8 brani tutti remixati, di cui alcuni sono i successi del precedente album Tarantula come Bouncin Back e Tarantula e Shake Ya Ass e Danger tutti remixati, i restanti brani sono di altrettanto successo con la collaborazione di altri artisti della scena rap del sud. L'intero disco è stato prodotto dagli Organized Noise che hanno remixato in stile slow alcuni brani ed anche altri già prodotti precedentemente dai Neptunes come Shake Ya Ass.

## Chopped & Screawed
Esiste un'altra versione di questo album distribuito dalla Jive Records e pubblicato alla fine del 2004 sempre dello stesso titolo, solo che realizzato in Chopped & Screawed. I brani sono gli stessi della versione normale e prodotti sempre dagli Organized Noise e DJ-007, con l'aggiunta solo nella versione nuova del disco, del singolo Occhie Pop brano abbastanza notato e di successo scritto da Mystikal e fatto anche questo in 2 versioni: uno normale e uno remixato in chopped & screawed da DJ-007.

## Tracce
1. Here I Go – 5:46 (L. Edwards, Michael Tyler)
2. Shake Ya Ass – 4:18 (Chad Hugo, Michael Tyler, Pharrell Williams)
3. Danger (Been So Long) – 3:32 (Chad Hugo, Michael Tyler, Pharrell Williams)
4. P***y Pop – 3:43 (Gennessee Lewis, Michael Tyler)
5. Bouncin' Back (Bumpin' Me Against the Wall) – 4:18 (Chad Hugo, Michael Tyler, Pharrell Williams)
6. If It Ain't Live, It Ain't Me – 3:49 (Ward Corbett, Michael Tyler)
7. The Man Right Chea – 3:40 (Michael Tyler)
8. I Smell Smoke – 3:28 (Michael Tyler)
9. Y'All Ain't Ready Yet – 5:56 (L. Edwards, Michael Tyler)
10. Tarantula – 4:12 (Michael Tyler)
11. Hypno – 3:20 (Michael Tyler)
12. Jump – 4:07 (Chad Hugo, Michael Tyler, Pharrell Williams)
13. Murder 2 – 4:15 (Michael Tyler)
14. That's the N***a – 3:28 (Michael Tyler, M. Williams)